# Jimmy Morales
James Ernesto Morales Cabrera (spanska: [ɟʝeims eɾˈnesto moˈɾales kaˈβɾeɾa], född 18 mars 1969 i Guatemala City, Guatemala, är Guatemalas 50:e och sittande president. Han är en före detta TV-komiker som vann presidentvalet 2015.
Morales är uppväxt i en cirkusfamilj och är evangelikal kristen. När han var tre år dog hans far i en bilolycka, så han flyttade med modern och syskonen morföräldrarna, där han växte upp.
Han tog en kandidatexamen i företagsekonomi och teologi vid Universidad de San Carlos de Guatemala , och sedan en Mastersexamen i strategiska studier med inriktning mot säkerhet vid Universidad Mariano Gálvez.
Morales gjorde sig känd som TV-komiker via serien Moralejas ("Moral"), där även hans bror Sammy medverkade. År 2011 ändrade han formellt sitt namn från James Ernesto Morales Cabrera till Jimmy Morales.

## Politisk karriär
År 2011 ställde han upp i valet till borgmästare i kommunhuvudorten Mixco, 10 km väster om Guatemala City, för det lilla högerpartiet Action for National Development party, och slutade på tredje plats. År 2013 gick han över till partiet Frente de Convergencia Nacional, FCN–Nación och blev dess generalsekreterare. I presidentvalet 2015 nominerades han som FCN:s kandidat, med löften om att bekämpa korruptionen, insatser mot undernäring och landets låga utbildningsnivå under sin slogan "Ni corrupto, ni ladrón" (Varken korrupt eller tjuv). Överlag identifierar han sig som konservativ nationalist; han är för dödsstraff, mot aborter och legalisering av droger, och förnekar att det förekommit något folkmord på Maya Ixil-folket.

## Kontroverser
I januari 2017 arresterades Morales äldre bror Sammy och en av Jimmy Morales söner misstänkta för korruption och pengatvätt, vilket utlöste stora demonstrationer med krav på presidentens avgång.
I september 2017 avslöjades att försvarsdepartementet, under ledning av Williams Mansilla, sedan december 2016 betalat presidenten en månatlig bonus om 7 300 US$, utöver sedvanlig lön. Mansilla avgick och arresterades senare anklagad för korruption. President Morales förnekade att bonusen var olaglig, men betalade tillbaka närmare 60 000 US$ till regeringen.
I december 2017 meddelade Morales att Guatemala ska följa Donald Trumps exempel och flytta sin ambassad i Israel från Tel Aviv till Jerusalem.